# Banco Español de Importación y Exportación
El Banco Español de Importación y Exportación fue una entidad bancaria creada en Sevilla el 14 de diciembre de 1920 con capital escriturado de un millón de pesetas en acciones de cincuenta pesetas cada una. Su primer presidente fue Antonio Lemus Malo de Molina, que fuera notario en el Colegio Notarial de Sevilla.